# کلرواستات سدیم
کلرواستات سدیم (به انگلیسی: Sodium chloroacetate) یک ترکیب شیمیایی با شناسه پاب‌کم ۲۳۶۶۵۷۵۹ است.